# Baltasar de Villalba Ponce de León
Baltasar de Villalba Ponce de León, Brigadier de los ejércitos de su Católica Majestad, bautizado en la plaza de Orán el 6 de enero de 1642 Gobernador de las Plazas de Orán y Mazalqiivir. Sobresalió en la defensa de estas plazas.

## Origen militar de la familia
Procedía de los Villalba, una familia de antigua raigambre militar, servidores de la corona española, desde al menos Fernando el Católico, siendo además descendiente de los primeros conquistadores de la plaza y presidio de Oran: 
- Su tatarabuelo: Cristóbal de Villalba fue “capitán de peones” de la infantería del Gran Capitán, junto al que combatió en las guerras de Italia. En 1506 siendo coronel, Cristóbal obtenía de Fernando II de Aragón, la concesión de escudo de armas por su participación en la toma de Andarax (Almería) y su comportamiento en la toma de la Isla de Corfú (Grecia) en 1500, en las Guerras del reino de Nápoles (1501-1504),  y otros hechos de armas.
- Hijo de este, su bisabuelo: el maestre de Campo D. Juan de Villalba. Estaba entre los caballeros que mandaban las tropas que en 1509 entraban y conquistaban Orán, como uno de los Coroneles que mando el Cardenal Cisneros para esta conquista.Puerta de España. Orán

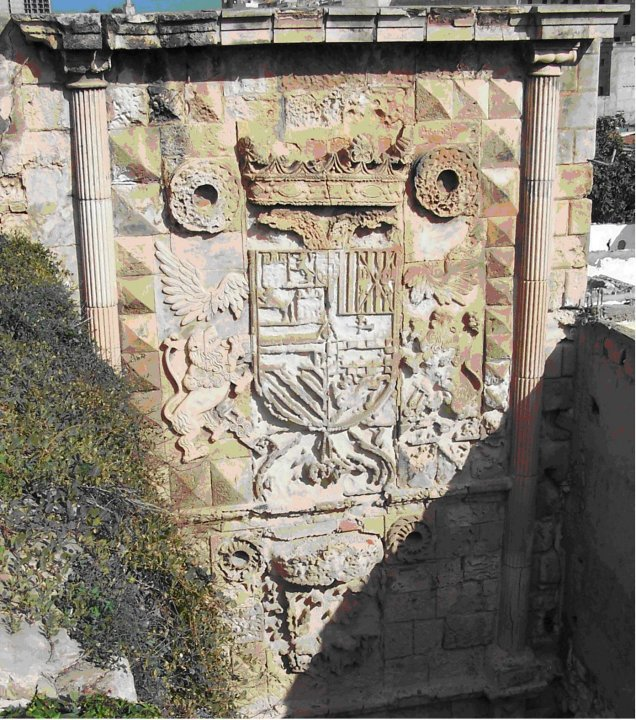
Puerta de España. Orán

- Hijo de este, su abuelo: Antonio de Villalba, capitán de la compañía extraordinaria de infantería española de Orán, casado con la oranesa Catalina Ponce de León.
- Hijo de este, su padre: Gaspar de Villalba y Ponce de León, bautizado en Oran el 30 de enero de 1611, quien en 1643 sucedería en el mando de dicha compañía a su padre. Posteriormente sería capitán de la compañía de caballos lanzas "lanzas y adargas".

## Biografía
Hijo de Don Gaspar Villalba y Ponce de León y de Ana Antonia Ponce de León y Negrete, bautizada en dicha plaza el 13 de agosto de 1603. Nació en Orán en enero de 1642. Comenzó su carrera militar sirviendo en la compañía de caballos lanzas de Oran bajo las órdenes de su padre.
Actuó En varios combates contra los Alarbes de Mostagan, destacando la acaecida en octubre de 1703, durante el asedio turco a la plaza.
En 1708, después de cuatro años de duro asedio, en plena Guerra de Sucesión (1701-1713),  tras la huida de su gobernador el marqués de Valdecañas, es nombrado ￼￼Gobernador interino de Orán.  Posteriormente la deserción del conde de Santa Cruz de los manueles, que con la escuadra de socorro que mandaba se había pasado al servicio del Archiduque Carlos abandonando a los Oraneses a su suerte, le obligaría a aceptar la capitulación de la plaza y entregarla a los turcos el 20 de enero, al no haber llegado los refuerzos y avituallamientos que se esperaban. 

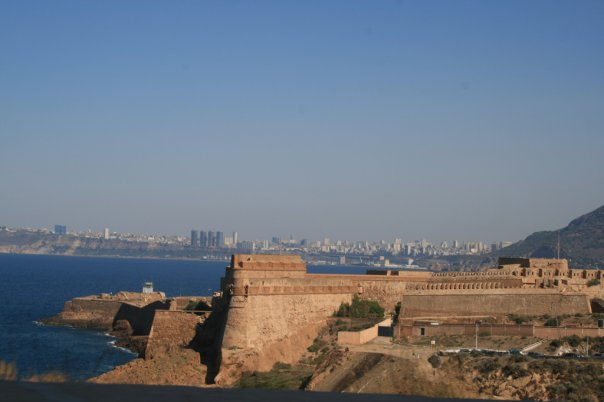
Fortaleza Española de Mazalquivir (Argelia)

No obstante, tras obtener en las capitulaciones la evacuación sin daños de toda la población se dispuso a replegarse con las tropas disponibles al asentamiento cercano de la fortaleza de Mazalquivir. Quedó al mando de esta plaza, como gobernador, ofreciendo una feroz resistencia, hasta que resignados ante la falta de auxilios hubo de aceptar su capitulación el 5 de abril, capitulaciones que no cumplieron los moros, llevándose como esclavos a sus últimos defensores. Según relataba su nieto Francisco de Villalba, “por defender de los moros hasta el último extremo la plaza de Mazalquivir, en la que se hallaba de gobernador, fue hecho esclavo y padeció cautiverio amarrado a una cadena por espacio de 26 años, y así murió”. 
En su caso, y tras los repetidos y fallidos intentos del monarca por liberarlo, falleció en el hospital que los padres Trinitarios regentaban en Argel. Después de muchos años y estando en cautiverio, en 1727 el monarca le concedía el empleo de brigadier.
Pasada la guerra de Sucesión y una vez asentado en el trono español, Felipe V decide recuperar las plazas de Oran y Mazalquivir, para ello reunió un nutrido ejército al mando del conde de Montemar que, tras dos años largos de preparativos, zarpó del puerto de Alicante rumbo a Orán el 15 de junio de 1732. Dentro de este contingente destacaban los hijos de los militares que habían tenido que abandonar esta ciudad años antes y entre estos destacaron sus hijos y entre ellos D. Juan de Villalba que retornaba así a su ciudad natal.

## Descendencia
Fueron hijos suyos y siguieron la tradición militar: 
- Juan de Villalba Angulo Ponce de León, Capitán General de los Reales Ejércitos, Caballero de la Orden de Santiago, Capitán General de Extremadura y Andalucía, Gentil hombre de cámara de su majestad y Gobernador de Alhucemas, Melilla, Lérida y Cádiz. Sobresalió por ser el gran modernizador y reformador del ejército español en América
- Gaspar de Villalba y Angulo Ponce de León, Teniente Coronel del Regimiento fijo de Orán;
- José de Villalba y Angulo Ponce de León, Capitán del Regimiento de dragones de Lusitania.
- Alonso de Villalba y Angulo Ponce de León, Mariscal de Campo.
- Antonio de Villalba y Angulo Ponce de León, Gobernador militar de Melilla (1732-1757)
- Su hija casó con Joaquin Mendoza Pacheco, capitán general de Mallorca (1780)

Su infancia y juventud se desarrollaron en el enclave español de Oran. No obstante, tras los continuos ataques sufridos por esta posición se vio obligado, con 17 años, a salir hacia la Península en 1708, al ser tomada la ciudad por los turcos, quedando su padre al cargo de la defensa de la ciudad y tras la rendición preso, como hemos dicho en Argel hasta su muerte. 
Conquistada la ciudad, al parecer sin mucha resistencia, tuvo que soportar poco después un riguroso sitio, levantado un año más tarde gracias a la discordia surgida entre los sitiadores sobre la forma de llevar a cabo el bloqueo.

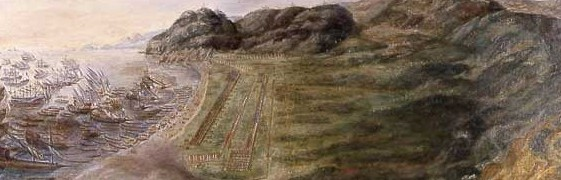
Conquista de Orán en 1732